# Corbo (film)
Pour plus de détails, voir Fiche technique et Distribution.
Corbo est un film québécois réalisé et scénarisé par Mathieu Denis sorti en 2015,. Il est inspiré de faits vécus

## Synopsis
Au printemps 1966, Montréal est en pleine effervescence sociale et politique. Jean Corbo, 16 ans, fils d’un industriel italien et d’une mère québécoise, se sent étranger dans sa propre vie : trop italien pour les francophones, trop québécois pour les Italiens. Expulsé de son collège privé, il erre entre deux mondes, cherchant désespérément sa place dans un Québec en pleine mutation. 
Sa rencontre avec Julie et François, deux jeunes militants d’extrême gauche, agit comme une étincelle. Fasciné par leur engagement, Jean plonge dans l’univers clandestin du FLQ, un groupe révolutionnaire prêt à tout pour secouer l’ordre établi et défendre les travailleurs opprimés. Ce n’est plus seulement l’adolescent idéaliste qui agit, mais un jeune homme prêt à risquer sa vie pour une cause qui le dépasse.
Dans l’ombre des ruelles de Saint-Henri, entre graffitis nocturnes et distribution de tracts, Jean s’initie à la lutte armée. Mais l’engrenage s’accélère : le FLQ lui confie une mission dangereuse, poser une bombe à l’usine Dominion Textile. À la croisée des chemins, alors que ses amis reculent, Jean s’avance, mû par un mélange d’idéalisme, de solitude et de révolte contre son milieu bourgeois.
Corbo n’est pas qu’un drame historique : c’est le portrait vibrant d’un adolescent écartelé entre deux identités, qui choisit la radicalité pour exister, quitte à s’y brûler. Le film est inspiré d’une histoire vraie,,,,.
L'œuvre guide le spectateur dans une longue réflexion afin de lui faire comprendre les raisons qui auraient pu pousser Jean Corbo, un jeune homme de 16 ans, à commettre de tels actes,,

## Fiche technique
- Titre original : Corbo[14]
- Réalisation : Mathieu Denis[15]
- Scénario : Mathieu Denis
- Direction artistique : Éric Barbeau
- Photographie : Steve Asselin
- Montage : Nicolas Roy
- Musique : Olivier Alary
- Son : Claude La Haye, Patrice Leblanc, Bernard Gariépy Strobl
- Costumes : Judy Jonker
- Coiffure : Martin Lapointe
- Production : Félize Frappier
- Société(s) de production : Max Films Media (devenu Azimut Films)
- Société(s) de distribution : Les Films Séville
- Budget :
- Pays d'origine :  Canada
- Langue originale : français
- Format : couleur
- Genre : Drame biographique
- Durée : 119 minutes
- Dates de sortie :
  -  Québec : 17 avril 2015
  -  France : 2 septembre 2015

## Distribution
- Anthony Therrien : Jean Corbo (avec le pseudonyme Dannick)
- Antoine L'Écuyer : François (pseudonyme)
- Karelle Tremblay : Julie (pseudonyme de Louise)
- Tony Nardi : Nicola Corbo (père de Jean)
- Marie Brassard : Mignonne Corbo (mère de Jean)
- Jean-François Pronovost : Frère de Jean
- Dino Tavarone : Achille Corbo (père de Nicola)

## Réception
Le film reçoit des critiques favorables lors de sa sortie tant au Québec qu'en France. Il sortira sous le titre Insoumis en France,,,,,,.

## Prix et nominations
- 2014 :  Canada's Top Ten, Toronto, Canada.
- 2015 : SIYFF Eyes Award, Seoul International Youth Film Festival, Corée du Sud.
- 2016 : Finaliste de la 5e édition du Prix collégial du cinéma québécois (PCCQ)
- 2016 : Canadian Screen Awards:  Nomination Meilleur film (Félize Frappier), Meilleur acteur de soutien (Tony Nardi), Meilleurs costumes (Judy Jonker)
- 2016 : Gala du Cinéma québécois: Nomination du Meilleur film, Meilleure réalisation (Mathieu Denis),  Meilleur scénario (Mathieu Denis),  Meilleur acteur de soutien (Tony Nardi),  Meilleure direction de la photographie (Steve Asselin), Meilleur son (Claude La Haye, Patrice Leblanc, Bernard Gariépy Strobl), Meilleure direction artistique (Éric Barbeau) , Meilleurs costumes (Judy Jonker), Meilleure coiffure (Martin Lapointe), Meilleur maquillage (Lizanne LaSalle)[23].